# Xander Schauffele
Alexander Victor Schauffele (* 25. Oktober 1993 in San Diego, Kalifornien) ist ein US-amerikanischer Profigolfer der nordamerikanischen PGA Tour. Er gewann die PGA Championship 2024 mit einem Rekordergebnis von 21 unter Par. Im selben Jahr gewann er außerdem die Open Championship. Bei den Olympischen Sommerspielen 2020 in Tokio gewann er die Goldmedaille.

## Werdegang
Xander Schauffele wurde als Sohn eines deutsch-französischen Einwanderers und einer taiwanischen Einwanderin geboren. Sein Vater Stefan ist seit Beginn seiner Golfkarriere sein einziger Swing-Coach. Schauffeles Lehrphilosophie stützt sich stark auf grundlegende Ballfluggesetze und Golfschlägermechanik – so hatte Schauffele seinen eigenen Schwung erst im Alter von etwa 18 Jahren gesehen.
Zwei seiner Urgroßväter spielten Fußball auf höherer europäischer Ebene. Johann Hoffmann spielte für die österreichische Fußballnationalmannschaft und gewann mehrere nationale Titel, unter anderem für den SK Rapid Wien. Richard Schauffele spielte zunächst Fußball beim VfB Stuttgart und sammelte später über 40 Titel in den Leichtathletik-Disziplinen Diskus, Speerwurf und Kugelstoßen. Zudem war er Präsident der Stuttgarter Kickers.
In der Komödie Happy Gilmore 2 von 2025 spielt er sich selbst.

### Amateurkarriere
Nach seinem Sieg bei der California State High School Championship im Jahr 2011 und dem Abschluss der High School spielte er zunächst für die California State University, Long Beach und studierte im darauffolgenden Jahr an der San Diego State University, wo er bis zum Ende seiner Amateurkarriere im Jahr 2015 spielte und zahlreiche Rekorde aufstellte. 2014 gewann er die California State Amateur Championship und war zu Beginn seiner Profikarriere im Juni 2015 unter den Top 10 im World Amateur Golf Ranking.

### Profikarriere
Schauffele spielte die gesamte Saison 2016 auf der Web.com Tour, nachdem er sich 2015 beim Web.com Tour Qualifying Tournament dafür qualifiziert hatte. Er beendete die Saison auf dem 25. Platz in der Geldrangliste, womit er die Spielerlaubnis für die PGA Tour im kommenden Jahr knapp verpasste. Bei den Web.com Tour Finals konnte er diese jedoch durch einen 15. Platz noch erreichen. Sein Debüt auf der PGA Tour gab er bei der CareerBuilder Challenge in LaQuinta. In seiner ersten Runde bei den US Open 2017 gelang Schauffele eine bogeyfreie 6-unter-Par 66. Damit war er der erste Spieler in der Geschichte der US Open, der bei seinem Debüt in der nationalen Meisterschaft eine bogeyfreie Runde von 66 oder besser spielte.  Darüber hinaus ist Schauffele einer von nur 15 Spielern, die bei einer US Open ein Endergebnis von 10 unter Par oder besser erreichten. Nach der 66 in der ersten Runde spielte er Runden von 73-70-69 und beendete das Turnier auf einem geteilten 5. Platz, was ihm eine Spielberechtigung für die US Open 2018 einbrachte. Nur drei Wochen später, am 9. Juli 2017, holte Schauffele seinen ersten PGA Tour-Sieg bei der Greenbrier Classic. Er begann die letzte Runde mit drei Schlägen Rückstand hinter dem Führenden Sebastián Muñoz, der seit der ersten Runde geführt hatte. Schauffele gelang eine Runde von 3 unter Par, wodurch er mit einem Schlag Vorsprung vor Robert Streb gewann. Mit dem Sieg erlangte er Spielberechtigungen für die Open Championship 2017, die PGA Championship 2017 und das Masters Tournament 2018.
Bei der Tour-Championship 2017 gewann Schauffele mit einem Schlag vor Justin Thomas und wurde damit der erste Rookie, der jemals die Tour-Championship gewann. Mit dem Sieg belegte Schauffele den dritten Platz in der FedEx-Cup-Endwertung und übertraf damit die bisherige Bestmarke eines Rookies von Jordan Spieth um vier Plätze. Der Sieg brachte Schauffele auf den 32. Platz in der Golfweltrangliste, 267 Plätze weiter vorne als zu Beginn der Saison, und gab ihm eine Spielerlaubnis auf der PGA Tour für drei Jahre. Schauffele wurde am 2. Oktober 2017 zum „Rookie of the Year 2017“ gewählt.
Im Mai 2018 beendete Xander Schauffele die Players Championship 2018 in TPC Sawgrass mit einer 14 unter Par auf dem geteilten 2. Rang. Bei der Open Championship zwei Monate später im Carnoustie Golf Links belegte Schauffele mit einer Punktzahl von sechs unter Par ebenfalls den zweiten Platz. Er begann die FedEx Cup Playoffs 2018 als 28. der Gesamtwertung. Beim dritten von vier Events der Playoff-Serie, der BMW Championship 2018, war er 41. und musste mindestens elf Plätze aufholen, um bei den Tour Championships teilnehmen zu können. Schauffele belegte den geteilten dritten Platz und rückte auf den 18. Platz vor. Dieses Finish gab ihm die Möglichkeit, seinen Tour-Championship-Titel von 2017 zu verteidigen. Schauffele beendete das Turnier schließlich auf dem geteilten 7. Platz und belegte den 15. Platz in der Gesamtwertung des FedEx Cup.
Am 28. Oktober 2018 gewann Xander Schauffele das WGC-HSBC Champions Event im Sheshan Golf Club in Shanghai, China am ersten Playoff-Loch und besiegte Tony Finau. Schauffele trat der European Tour 2018 als assoziiertes Mitglied bei. Mit seinem Sieg bei den WGC-HSBC Champions 2018 rückte Schauffele im Order of Merit der European Tour, dem einjährigen Punkterennen, das als European Tour Race to Dubai bezeichnet wird, auf den 4. Platz vor. Schauffele ging als 5. in die Finalveranstaltung der European Tour, die DP World Tour Championship in Dubai. Mit einem Endrundenergebnis von 6 unter Par 66 belegte Schauffele den 16. Platz, was ihm zum Saisonabschluss einen vierten Platz im Order of Merit sicherte. Am 6. Januar 2019 gewann Schauffele das Sentry Tournament of Champions auf dem Plantation Course im Kapalua Resort in Maui, Hawaii. Er spielte in der letzten Runde eine 11 unter Par 62 und überholte Gary Woodland, der vor der letzten Runde einen 5-Schläge Vorsprung auf Schauffele hatte.
Am 14. April erreichte Schauffele im Masters-Tournament den geteilten zweiten Platz, einen Schlag hinter dem Sieger Tiger Woods. Nachdem er das Turnier mit einer 1-über 73 eröffnet hatte, verzeichnete er Runden von 65-70-68, um zusammen mit Dustin Johnson und Brooks Koepka auf dem 2. Platz zu beenden. Er führte das Feld mit 25 Birdies an und wurde nach Phil Mickelson (25 im Jahr 2001) und Jordan Spieth (28 im Jahr 2015) der dritte Spieler seit 1980, der 25 oder mehr Birdies in einem einzigen Masters spielte. Am 16. Juni 2019 belegte Schauffele den geteilten 3. Platz bei den US Open auf dem Pebble Beach Golf Links in Pebble Beach, Kalifornien. Im Dezember 2019 spielte Schauffele für das US-Team beim Presidents Cup 2019 im Royal Melbourne Golf Club in Australien. Das US-Team gewann mit 16 zu 14, wobei Schauffele sein Sonntags-Einzelmatch gegen Adam Scott gewann.
Zu Beginn des Jahres 2021 war Schauffele auf den 4. Platz der Weltrangliste vorgerückt. Beim Masters-Tournament 2021 belegte Schauffele am Ende den geteilten 3. Platz, nachdem er auf dem 16. Loch ein Triple-Bogey notieren musste und damit seine Chancen auf den Sieg vergab. Die US Open im gleichen Jahr beendete er auf dem geteilten 7. Platz. Damit erzielte Schauffele bei all seinen fünf gespielten US Open-Turnieren ein Ergebnis unter den Top 10.
Am 1. August 2021 gewann Schauffele mit einer finalen Runde von 4 unter Par die Goldmedaille bei den Olympischen Spielen in Tokio. Mit einem Up-and-Down zum Par auf dem letzten Loch des Kasumigaseki Country Club gewann er mit einem Schlag vor Rory Sabbatini und wurde damit der erste amerikanische Olympiasieger im Golf seit 1900 und der vierte überhaupt.
Im Mai 2024 gewann er ein erstes Major-Turnier, die PGA Championship. Dabei stellte er mit −21 unter Par einen Rekord für das beste Ergebnis unter Par für alle Major-Turniere auf. Im Juli desselben Jahres gewann er die Open Championship im Royal Troon Golf Club in Schottland.

## Profi-Siege

### PGA-Tour-Siege (9)
| Legende                      |
| Major-Turniere (2)           |
| World Golf Championships (1) |
| FedEx Cup Playoff-Event (1)  |
| Andere PGA Tour Siege (5)    |

| Nr. | Datum         | Turnier                                             | Sieg Score      | Unter Par | Vorsprung | Zweitplatzierte                  |
| --- | ------------- | --------------------------------------------------- | --------------- | --------- | --------- | -------------------------------- |
| 1   | 9. Jul 2017   | Greenbrier Classic                                  | 64-69-66-67=266 | −14       | 1 Schlag  | Robert Streb                     |
| 2   | 24. Sep 2017  | Tour Championship                                   | 69-66-65-68=268 | −12       | 1 Schlag  | Justin Thomas                    |
| 3   | 28. Okt 2018  | WGC-HSBC Champions                                  | 66-71-69-68=274 | −14       | Playoff   | Tony Finau                       |
| 4   | 6. Jan 2019   | Sentry Tournament of Champions                      | 72-67-68-62=269 | −23       | 1 Schlag  | Gary Woodland                    |
| 5   | 24. Apr 2022  | Zurich Classic of New Orleans (mit Patrick Cantlay) | 59-68-72-62=259 | −29       | 2 Schläge | Gary Woodland und Billy Horschel |
| 6   | 26. Jun 2022  | Travelers Championship                              | 63-63-67-68=261 | −19       | 2 Schläge | J. T. Poston, Sahith Theegala    |
| 7   | 10. Jul 2022  | Genesis Scottish Open¹                              | 62-65-66-70=273 | −7        | 2 Schläge | Kurt Kitayama                    |
| 8   | 18. Mai 2024  | PGA Championship¹                                   | 62-68-68-65=263 | −21       | 1 Schlag  | Bryson DeChambeau                |
| 9   | 21. Juli 2024 | The Open Championship¹                              | 69-72-69-65=275 | −9        | 2 Schläge | Billy Horschel, Justin Rose      |

¹ Zählt auch zur PGA European Tour
PGA-Tour-Playoff-Bilanz (1–2)
| Nr. | Jahr | Turnier                        | Gegner                      | Ergebnis                                      |
| --- | ---- | ------------------------------ | --------------------------- | --------------------------------------------- |
| 1   | 2018 | WGC-HSBC Champions             | Tony Finau                  | Sieg mit Birdie am ersten Extra-Loch          |
| 2   | 2019 | WGC-HSBC Champions             | Rory McIlroy                | Niederlage gegen Birdie am ersten Extra-Loch  |
| 3   | 2020 | Sentry Tournament of Champions | Patrick Reed, Justin Thomas | Thomas gewann mit Birdie am ersten Extra-Loch |

### European-Tour-Siege (2)
| Legende                        |
| World Golf Championships (1)   |
| Andere European Tour Siege (1) |

| Nr. | Datum        | Turnier                | Sieg Score      | Unter Par | Vorsprung | Zweitplatzierte |
| --- | ------------ | ---------------------- | --------------- | --------- | --------- | --------------- |
| 1   | 28. Okt 2018 | WGC-HSBC Champions¹    | 66-71-69-68=274 | −14       | Playoff   | Tony Finau      |
| 2   | 10. Jul 2022 | Genesis Scottish Open¹ | 62-65-66-70=273 | −7        | 2 Schläge | Kurt Kitayama   |

¹ Zählt auch zur PGA Tour
European-Tour-Playoff-Bilanz (1–1)
| Nr. | Jahr | Turnier            | Gegner       | Ergebnis                                     |
| --- | ---- | ------------------ | ------------ | -------------------------------------------- |
| 1   | 2018 | WGC-HSBC Champions | Tony Finau   | Sieg mit Birdie am ersten Extra-Loch         |
| 2   | 2019 | WGC-HSBC Champions | Rory McIlroy | Niederlage gegen Birdie am ersten Extra-Loch |

### Weitere Turniersiege (3)
| Nr. | Datum        | Turnier                  | Sieg Score      | Unter par | Vorsprung | Zweitplatzierte |
| --- | ------------ | ------------------------ | --------------- | --------- | --------- | --------------- |
| 1   | 17. Sep 2015 | Northern California Open | 70-69-65=204    | −7        | 1 Schlag  | Brian Thompson  |
| 2   | 01. Aug 2021 | Olympische Spiele        | 68-63-68-67=266 | −18       | 1 Schlag  | Rory Sabbatini  |
| 3   | 5. Jul 2022  | J. P. McManus Pro-Am     | 64-70=134       | −10       | 1 Schlag  | Sam Burns       |

## Resultate bei Major Championships
| Tournament            | 2017 | 2018 |
| --------------------- | ---- | ---- |
| The Masters           | DNP  | T50  |
| US Open               | T5   | T6   |
| The Open Championship | T20  | T2   |
| PGA Championship      | CUT  | T35  |

| Tournament            | 2019 | 2020 | 2021 | 2022 | 2023 | 2024 | 2025 |
| --------------------- | ---- | ---- | ---- | ---- | ---- | ---- | ---- |
| The Masters           | T2   | T17  | T3   | CUT  | T10  | 8    | T8   |
| PGA Championship      | T16  | T10  | CUT  | T13  | T18  | 1    | T28  |
| US Open               | T3   | 5    | T7   | T14  | T10  | T7   | T12  |
| The Open Championship | T41  | KT   | T26  | T15  | T17  | 1    | T7   |

LA = Bester Amateur

DNP = nicht teilgenommen

CUT = Cut nicht geschafft

„T“ = geteilte Platzierung

KT = Kein Turnier (Ausfall wegen Covid-19)

Grüner Hintergrund für Sieg

Gelber Hintergrund für Top 10.

## Ergebnisse beiThe Players Championship
| Turnier                  | 2018 | 2019 | 2020 | 2021 | 2022 | 2023 | 2024 |
| ------------------------ | ---- | ---- | ---- | ---- | ---- | ---- | ---- |
| The Players Championship | T2   | CUT  | C    | CUT  | CUT  | T19  | T2   |

CUT = Cut verpasst
„T“ geteilte Platzierung
C = nach der ersten Runde aufgrund der COVID-19-Pandemie abgebrochen

## Teilnahme bei Teamwettbewerben
- Presidents Cup: 2019, 2022, 2024
- Ryder Cup: 2021, 2023

## Belege
1. ↑  Xander Schauffele appears to be catching fire at the right time. Abgerufen am 3. August 2021 (englisch).
2. ↑  Seizing on dream taken away from dad, Xander Schauffele turns heads in 1st major. In: Golfweek. 19. Juni 2017, abgerufen am 3. August 2021 (amerikanisches Englisch).
3. ↑  SCGA.org | CIF State High School Boys Championship | SCGA. Abgerufen am 3. August 2021.
4. ↑  5 things to know about Xander Schauffele, the Tour rookie contending at the U.S. Open. In: Golf. Abgerufen am 3. August 2021 (amerikanisches Englisch).
5. ↑  Golf News: U.S. Open Recap at VegasInsider.com. Abgerufen am 3. August 2021 (englisch).
6. ↑  Schauffele charges to claim TOUR Championship. Abgerufen am 3. August 2021 (englisch).
7. ↑  Xander Schauffele voted 2017 Rookie of the Year. Abgerufen am 3. August 2021 (englisch).
8. ↑  SDSU Alum Xander Schauffele Ties For 2nd At The Players Championship. In: Mountain West Wire. 16. Mai 2018, abgerufen am 3. August 2021 (amerikanisches Englisch).
9. ↑  Scott Murray: The Open 2018: Francesco Molinari wins title on day of drama – as it happened. In: The Guardian. 22. Juli 2018, ISSN 0261-3077 (theguardian.com [abgerufen am 3. August 2021]).
10. ↑  Nick Menta September 10, 2018 at 3:13 PM: Bradley, Schauffele play way in to Tour Championship. Abgerufen am 3. August 2021 (englisch).
11. ↑  Reuters Staff: Golf: Schauffele wins WGC-HSBC Champions in playoff. In: Reuters. 28. Oktober 2018 (reuters.com [abgerufen am 3. August 2021]).
12. ↑  2018 Schedule - European Tour. Abgerufen am 3. August 2021 (amerikanisches Englisch).
13. ↑  Rankings - Race to Dubai - European Tour. Abgerufen am 3. August 2021 (amerikanisches Englisch).
14. ↑  Xander Schauffele again a come-from-behind winner, this time with a final-round 62 in Sentry Tournament of Champions. Abgerufen am 3. August 2021 (englisch).
15. ↑  Xander Schauffele PGA TOUR Profile - News, Stats, and Videos. Abgerufen am 3. August 2021 (englisch).
16. ↑  2019 US Open purse, winner's share, prize money payout. Abgerufen am 3. August 2021.
17. ↑  Tokyo Olympics: Xander Schauffele wins golf gold as Rory McIlroy, Paul Casey miss out on medals. Abgerufen am 3. August 2021 (englisch).
18. ↑  Schauffele feiert Siegpremiere - mit Rekordergebnis. n-tv.de, 20. Mai 2024, abgerufen am 20. Mai 2024.
19. ↑  Schauffele gewinnt sein zweites Major. In: Sueddeutsche Zeitung. 21. Juli 2024, abgerufen am 21. Juli 2024.

Lochspiel-Ära

 1916 Jim Barnes |
 1917–18 keine Turniere wegen Ersten Weltkriegs |
 1919 Jim Barnes |
 1920 Jock Hutchison |
 1921 Walter Hagen |
 1922 Gene Sarazen |
 1923 Gene Sarazen |
 1924 Walter Hagen |
 1925 Walter Hagen |
 1926 Walter Hagen |
 1927 Walter Hagen |
 1928 Leo Diegel |
 1929 Leo Diegel |
 1930 Tommy Armour |
 1931 Tom Creavy |
 1932 Olin Dutra |
 1933 Gene Sarazen |
 1934 Paul Runyan |
 1935 Johnny Revolta |
 1936 Denny Shute |
 1937 Denny Shute |
 1938 Paul Runyan |
 1939 Henry Picard |
 1940 Byron Nelson |
 1941 Vic Ghezzi |
 1942 Sam Snead |
 1943 kein Turnier wegen Zweiten Weltkriegs |
 1944 Bob Hamilton |
 1945 Byron Nelson |
 1946 Ben Hogan |
 1947 Jim Ferrier |
 1948 Ben Hogan |
 1949 Sam Snead |
 1950 Chandler Harper |
 1951 Sam Snead |
 1952 Jim Turnesa |
 1953 Walter Burkemo |
 1954 Chick Harbert |
 1955 Doug Ford |
 1956 Jack Burke Jr. |
 1957 Lionel Hebert
Zählspiel-Ära

 1958 Dow Finsterwald |
 1959 Bob Rosburg |
 1960 Jay Hebert |
 1961 Jerry Barber |
 1962 Gary Player |
 1963 Jack Nicklaus |
 1964 Bobby Nichols |
 1965 Dave Marr |
 1966 Al Geiberger |
 1967 Don January |
 1968 Julius Boros |
 1969 Raymond Floyd |
 1970 Dave Stockton |
 1971 Jack Nicklaus |
 1972 Gary Player |
 1973 Jack Nicklaus |
 1974 Lee Trevino |
 1975 Jack Nicklaus |
 1976 Dave Stockton |
 1977 Lanny Wadkins |
 1978 John Mahaffey |
 1979 David Graham |
 1980 Jack Nicklaus |
 1981 Larry Nelson |
 1982 Raymond Floyd |
 1983 Hal Sutton |
 1984 Lee Trevino |
 1985 Hubert Green |
 1986 Bob Tway |
 1987 Larry Nelson |
 1988 Jeff Sluman |
 1989 Payne Stewart |
 1990 Wayne Grady |
 1991 John Daly |
 1992 Nick Price |
 1993 Paul Azinger |
 1994 Nick Price |
 1995 Steve Elkington |
 1996 Mark Brooks |
 1997 Davis Love III |
 1998 Vijay Singh |
 1999 Tiger Woods |
 2000 Tiger Woods |
 2001 David Toms |
 2002 Rich Beem |
 2003 Shaun Micheel |
 2004 Vijay Singh |
 2005 Phil Mickelson |
 2006 Tiger Woods |
 2007 Tiger Woods |
 2008 Pádraig Harrington |
 2009 Y. E. Yang |
 2010 Martin Kaymer |
 2011 Keegan Bradley |
 2012 Rory McIlroy |
 2013 Jason Dufner |
 2014 Rory McIlroy |
 2015 Jason Day |
 2016 Jimmy Walker |
 2017 Justin Thomas |
 2018 Brooks Koepka |
 2019 Brooks Koepka |
 2020 Collin Morikawa |
 2021 Phil Mickelson |
 2022 Justin Thomas |
 2023 Brooks Koepka |
 2024 Xander Schauffele |
 2025 Scottie Scheffler
 1860 Willie Park Sr. |
 1861/62 Old Tom Morris |
 1863 Willie Park Sr. |
 1864 Old Tom Morris |
 1865 Andrew Strath |
 1866 Willie Park Sr. |
 1867 Old Tom Morris |
 1868–70 Young Tom Morris |
 1871 Kein Turnier |
 1872 Young Tom Morris |
 1873 Tom Kidd |
 1874 Mungo Park |
 1875 Willie Park Sr. |
 1876 Bob Martin |
 1877–79 Jamie Anderson |
 1880–82 Bob Ferguson |
 1883 Willie Fernie |
 1884 Jack Simpson |
 1885 Bob Martin |
 1886 David Brown |
 1887 Willie Park Jr. |
 1888 Jack Burns |
 1889 Willie Park Jr. |
 1890 John Ball |
 1891 Hugh Kirkaldy |
 1892 Harold Hilton |
 1893 William Auchterlonie |
 1894/95 John Henry Taylor |
 1896 Harry Vardon |
 1897 Harold Hilton |
 1898/99 Harry Vardon |
 1900 John Henry Taylor |
 1901 James Braid |
 1902 Sandy Herd |
 1903 Harry Vardon |
 1904 Jack White |
 1905/06 James Braid |
 1907 Arnaud Massy |
 1908 James Braid |
 1909 John Henry Taylor |
 1910 James Braid |
 1911 Harry Vardon |
 1912 Edward Ray |
 1913 John Henry Taylor |
 1914 Harry Vardon |
 1915–19 keine Turniere wegen Ersten Weltkriegs |
 1920 George Duncan |
 1921 Jock Hutchison |
 1922 Walter Hagen |
 1923 Arthur Havers |
 1924 Walter Hagen |
 1925 Jim Barnes |
 1926/27 Bobby Jones |
 1928/29 Walter Hagen |
 1930 Bobby Jones |
 1931 Tommy Armour |
 1932 Gene Sarazen |
 1933 Denny Shute |
 1934 Henry Cotton |
 1935 Alf Perry |
 1936 Alf Padgham |
 1937 Henry Cotton |
 1938 Reg Whitcombe |
 1939 Richard Burton |
 1940–45 keine Turniere wegen Zweiten Weltkriegs |
 1946 Sam Snead |
 1947 Fred Daly |
 1948 Henry Cotton |
 1949/50 Bobby Locke |
 1951 Max Faulkner |
 1952 Bobby Locke |
 1953 Ben Hogan |
 1954–56 Peter Thomson |
 1957 Bobby Locke |
 1958 Peter Thomson |
 1959 Gary Player |
 1960 Kel Nagle |
 1961/62 Arnold Palmer |
 1963 Bob Charles |
 1964 Tony Lema |
 1965 Peter Thomson |
 1966 Jack Nicklaus |
 1967 Roberto DeVicenzo |
 1968 Gary Player |
 1969 Tony Jacklin |
 1970 Jack Nicklaus |
 1971/72 Lee Trevino |
 1973 Tom Weiskopf |
 1974 Gary Player |
 1975 Tom Watson |
 1976 Johnny Miller |
 1977 Tom Watson |
 1978 Jack Nicklaus |
 1979 Severiano Ballesteros |
 1980 Tom Watson |
 1981 Bill Rogers |
 1982/83 Tom Watson |
 1984 Severiano Ballesteros |
 1985 Sandy Lyle |
 1986 Greg Norman |
 1987 Nick Faldo |
 1988 Severiano Ballesteros |
 1989 Mark Calcavecchia |
 1990 Nick Faldo |
 1991 Ian Baker-Finch |
 1992 Nick Faldo |
 1993 Greg Norman |
 1994 Nick Price |
 1995 John Daly |
 1996 Tom Lehman |
 1997 Justin Leonard |
 1998 Mark O’Meara |
 1999 Paul Lawrie |
 2000 Tiger Woods |
 2001 David Duval |
 2002 Ernie Els |
 2003 Ben Curtis |
 2004 Todd Hamilton |
 2005/06 Tiger Woods |
 2007/08 Pádraig Harrington |
 2009 Stewart Cink |
 2010 Louis Oosthuizen |
 2011 Darren Clarke |
 2012 Ernie Els |
 2013 Phil Mickelson |
 2014 Rory McIlroy |
 2015 Zach Johnson |
 2016 Henrik Stenson |
 2017 Jordan Spieth |
 2018 Francesco Molinari |
 2019 Shane Lowry |
 2020 Keine Austragung wegen der COVID-19-Pandemie |
 2021 Collin Morikawa |
 2022 Cameron Smith |
 2023 Brian Harman |
 2024 Xander Schauffele |
 2025 Scottie Scheffler
1900:  Charles Sands |
1904:  George Lyon |
2016:  Justin Rose |
2020:  Xander Schauffele |
2024:  Scottie Scheffler
| Personendaten    | Personendaten                              |
| ---------------- | ------------------------------------------ |
| NAME             | Schauffele, Xander                         |
| ALTERNATIVNAMEN  | Schauffele, Alexander Victor               |
| KURZBESCHREIBUNG | US-amerikanischer Golfsportler             |
| GEBURTSDATUM     | 25. Oktober 1993                           |
| GEBURTSORT       | San Diego, Kalifornien, Vereinigte Staaten |